# Elettronica analogica

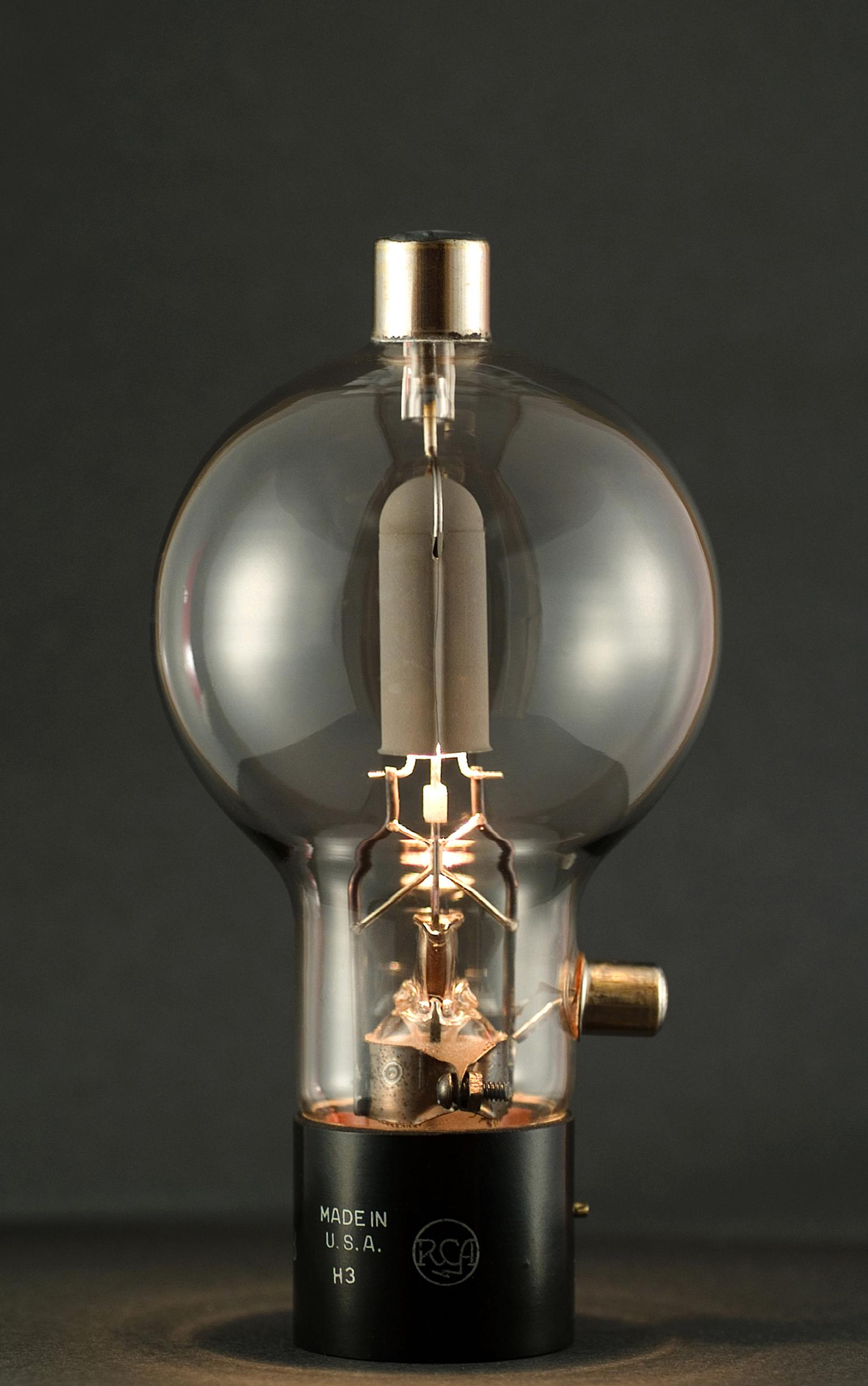
Valvola termoionica

L'elettronica analogica è quella branca dell'elettronica che si occupa dell'elaborazione, intesa nel senso più allargato del termine, dei segnali analogici.

## Oggetto
Le branche di studio toccate dall'elettronica analogica sono varie e tutte molto vaste.
Le principali sono:
- Generazione dei segnali;
- Trasmissione dei segnali.
- Elaborazione dei segnali in senso stretto (amplificazione, attenuazione, filtraggio, conversione, operazioni di carattere matematico quali somma, sottrazione, integrazione, differenziazione ecc.)

## Confronto con l'elettronica digitale
Negli ultimi anni l'elettronica digitale ha destato grande interesse tant'è che la maggior parte delle applicazioni vengono oramai realizzate in ambito digitale in maniera economica e compatta. In questo scenario il campo applicativo dell'elettronica analogica si è notevolmente ridotto; in particolare, essa è impiegata nella fase di acquisizione dati dal mondo reale (tutti i segnali reali sono analogici) e alla loro amplificazione/riduzione. Sono nati così sistemi mixed-signal che impiegano sia sistemi analogici sia digitali grazie alla presenza di convertitori, interfaccia tra i due mondi.
L'elettronica analogica è molto apprezzata in campo audiofilo (HI-FI). Di fatto la rappresentazione digitale di un suono è una semplificazione del segnale originale. Mentre i dispositivi digitali riproducono sempre lo stesso identico suono, nei dispositivi analogici si può apprezzare un "timbro" tipico dei vari strumenti o dispositivi dovuto alla modalità di realizzazione del circuito stesso, del tipo di transistor o vavole termoioniche utilizzate etc. riconoscibile nelle differenti produzioni discografiche e caratteristico di certi generi musicali (Es. Hip Hop ed House degli anni '90).